# Florence Faivre
Florence Vanida Faivre (en tailandés: ฟลอเรนซ์ วนิดา เฟเวอร์; Bangkok, 8 de junio de 1983) es una actriz y modelo francotailandesa. Comenzó su carrera como presentadora de televisión adolescente en Tailandia, y luego trabajó en el modelaje y la actuación. Hizo su debut cinematográfico protagonizando la película de 2004 The Siam Renaissance. Más tarde se mudó a los Estados Unidos, donde ha aparecido en varias películas y series de televisión.

## Biografía
Florence Faivre nació el 8 de junio de 1983 en Bangkok (Tailandia) de padre francés y madre tailandesa. Creció en Aix-en-Provence en Francia y se mudó nuevamente a Tailandia con su familia cuando tenía ocho años. A los trece años de edad, comenzó a trabajar como presentadora de televisión para Teen Talk y E for Teen. Un año después, comenzó a trabajar como modelo.
Después de graduarse de la escuela secundaria en Tailandia, fue elegida para interpretar a Maneechan, el personaje principal de la película The Siam Renaissance, una adaptación cinematográfica de 2004 de la novela Thawiphop. La película fue en ese momento «la segunda producción tailandesa más grande de la historia». Fue nominada al premio Suphannahong a la mejor actriz, por su actuación en la película.
Posteriormente, se mudó a Nueva York, donde inicialmente se concentró en el modelaje. Desde entonces ha aparecido en varias series de televisión y películas. John Anderson de la revista Variety elogió su actuación en The Elephant King, película que a pesar de su actuación fue mal recibida por la crítica especializada, anticipando «una carrera prometedora, no solo por su belleza escultural, sino por su capacidad para navegar en un papel y un personaje lleno de contradicciones y bajíos morales».
Además ha actuado como estrella invitada en varias series de televisión, incluidas How to Make It in America y The Following, antes de conseguir su primer papel importante en The Expanse, un thriller de ciencia ficción. El primer episodio del programa se abrió con una toma de Faivre flotando ingrávidamente a través de una nave espacial. El personaje que interpreta Faivre, Juliette Andrómeda Mao «Julie Mao», es «una mujer inteligente y rebelde de una familia adinerada que elige una vida de privaciones basada en sus principios y se involucra en actividades políticamente subversivas». Fue personaje habitual en las temporadas 1 y 2, y regresó como invitada en la tercera temporada.
En la quinta temporada de la serie Agents of S.H.I.E.L.D. (2017-2018) tuvo un papel recurrente como «la guerrera Kree Sinara, que derriba a la gente con un dúo de bolas de metal». La película American Mirror (2018) presenta a Faivre y a Susan Sarandon en papeles importantes como musas del protagonista.

## Filmografía

### Cine
| Año  | Título                   | Papel        | Notas | Ref.  |
| ---- | ------------------------ | ------------ | ----- | ----- |
| 2004 | The Siam Renaissance     | Maneechan    |       |       |
| 2005 | Chok-Dee                 | Kim          |       | [ 9 ] |
| 2006 | The Elephant King        | Lek          |       |       |
| 2008 | The Coffin               | Amiga de Zoe |       |       |
| 2009 | Giver Taker Heartbreaker | Charlotte    |       |       |
| 2018 | Sad Beauty               | Yo           |       |       |
| 2019 | The Assent               | Dr. Maya     |       |       |

### Televisión
| Año       | Título                    | Papel                  | Notas                   | Ref. |
| --------- | ------------------------- | ---------------------- | ----------------------- | ---- |
| 2009      | Kings                     | Secretaria             | 2 episodios             |      |
| 2010      | How to Make It in America | Celine                 | Episodio: «Crisp»       |      |
| 2014      | The Following             | Serena                 | Episodio: «Freedom»     |      |
| 2014      | Alpha House               | Teata Takaria          | Episodio: «The Contest» |      |
| 2015–2018 | The Expanse               | Juliette Andrómeda Mao | 9 episodios             |      |
| 2017      | Time After Time           | Unknown                | Episodio piloto         |      |
| 2017      | Bull                      | Claudine Caffrey       | Episodio: «Bring it On» |      |
| 2017–2018 | Agents of S.H.I.E.L.D.    | Sinara                 | 8 episodios             |      |

### Videojuegos
| Año  | Título                         | Papel     | Notas | Ref. |
| ---- | ------------------------------ | --------- | ----- | ---- |
| 2023 | The Expanse: A Telltale Series | Julie Mao | Voz   |      |

## Premios y nominaciones
| Año  | Premio              | Categoría    | Trabajo nominado     | Resultado | Ref.   |
| ---- | ------------------- | ------------ | -------------------- | --------- | ------ |
| 2004 | Suphannahong Awards | Mejor actriz | The Siam Renaissance | Nominada  |        |
| 2018 | Suphannahong Awards | Mejor actriz | Sad Beauty           | Nominada  | [ 10 ] |